# Mycetia paniculiformis
Mycetia paniculiformis là một loài thực vật có hoa trong họ Thiến thảo. Loài này được Fukuoka mô tả khoa học đầu tiên năm 1989.